# دون ريد
دون ريد (بالإنجليزية: Don Reid)‏ هو مغن مؤلف ومغني أمريكي، ولد في 5 يونيو 1945 في ستونتون في الولايات المتحدة.

## وصلات خارجية
- دون ريد على موقع IMDb (الإنجليزية)
- دون ريد على موقع ميوزك برينز (الإنجليزية)
- دون ريد على موقع ديسكوغز (الإنجليزية)